# Cybaeus bitchuensis
Espèce
Cybaeus bitchuensis est une espèce d'araignées aranéomorphes de la famille des Cybaeidae.

## Distribution
Cette espèce est endémique de la préfecture d'Okayama sur Honshū au Japon,.

## Description
Le mâle holotype mesure 4,95 mm et la femelle paratype mesure 5,15 mm.

## Étymologie
Son nom d'espèce, composé de bitchu et du suffixe latin -ensis, « qui vit dans, qui habite », lui a été donné en référence au lieu de sa découverte, la province de Bitchū.

## Publication originale
- Ihara & Nojima, 2005 : Geographic distribution of the Cybaeus kuramotoi-group (Araneae: Cybaeidae) in Okayama, Tottori and Hyogo Prefectures, western Honshu, Japan, with descriptions of five new species. Acta Arachnologica, vol. 53, no 2, p. 131-146 (texte intégral).